# Alejandro Quiroga Fernández de Soto
Alejandro Quiroga Fernández de Soto (Madrid, 1972) è un politologo e storico spagnolo.
Allievo di Sebastian Balfour, conseguì il dottorato alla London School of Economics. Successivamente divenne professore all'Università di Alcalá e docente di storia ispanica all'Newcastle.

Insieme allo storico Miguel Ángel del Arco Blanco, ha pubblicato nel 2010 il libro intitolato Soldados de Dios y Apóstoles de la Patria. Las derechas españolas en la Europa de entreguerras, una raccolta di 15 biografie di altrettante personalità storiche, che ebbero un ruolo rilevante per l'acquisizione dei diritti politici in Spagna.
Tre anni più tardi, insieme ad Alfonso Botti e Feliciano Montero, ha curato la pubblicazione del volume Católicos y patriotas. Religión y nación en la Europa de entreguerras.